# 寬頭長孔錦鳚
寬頭長孔錦鳚（学名：Bothrocara molle），又名綿鳚，为綿鳚科長孔綿鳚屬下的一个种。

## 特徵
體頗延長，稍呈鰻形；頭部略為平扁。吻略鈍。口中大，略下位；上頜略突出於下頜；頜齒小，錐狀。鰓裂大，向下延伸至胸鰭基部下方之喉峽部，但左右不相連。體被細小圓鱗；側線存在，但在胸鰭後上方分開而成兩條側線；胸鰭上無細鱗。背鰭與臀鰭低長，與尾鰭相連，背鰭與臀鰭前面包封在軟的凝膠狀的組織中，皆無硬棘，背鰭具120-127軟條，臀鰭具98-105軟條；胸鰭中型，具13-16軟條；腹鰭缺如；尾鰭尖形。體呈一致的淡褐色，半透明的。背鰭與臀鰭具藍色或黑色的邊緣。腹膜為黑色。

## 分布
分布於北太平洋區：包括臺灣東北部、日本的鄂霍次克海與白令海，向東至加拿大卑詩省與墨西哥等。 南極海：南喬治亞島。